# Velîki Viknînî, Zbaraj
Velîki Viknînî (în ucraineană Великі Вікнини) este localitatea de reședință a comunei Velîki Viknînî din raionul Zbaraj, regiunea Ternopil, Ucraina.

## Demografie
Componența lingvistică a localității Velîki Viknînî
     Ucraineană (97,22%)
     Rusă (2,59%)
     Alte limbi (0,09%)
Conform recensământului din 2001, majoritatea populației localității Velîki Viknînî era vorbitoare de ucraineană (97,22%), existând în minoritate și vorbitori de rusă (2,59%).